# Abu Khan
Alhaji Abu Khan, auch Abou Kunta Khan, war Seyfo (auch die engl. Bezeichnung Chief ist geläufig) für den gambischen Distrikt Jokadu.

## Leben und Wirken
Abu Khan war in den 1960er und 1970er Jahren Seyfo für den gambischen Distrikt Jokadu in der Lower River Division. Er wird als Mensch beschrieben, der viel Macht und Autorität ausübte. Er richtete Arrests für Jugendliche ein, die straffällig wurden. Dort ließ man sie arbeiten und zeigte ihnen, wie sie ihren Lebensunterhalt verdienen können, ohne Verbrechen zu begehen. Während seiner Zeit als Chief wurde die Methode von Khan von der Regierung Jawara sehr empfohlen.

## Ehrungen und Auszeichnungen
- 1967 – Order of the British Empire, bzw. die British-Empire-Medaille (BEM)[2]
- 1970 – Member of the Order of the British Empire (MBE)[3]